# Roberto Cassinelli
Roberto Cassinelli (Génova, 10 de diciembre de 1956) es un político y abogado italiano, miembro de la Cámara de Diputados y del partido italiano Pueblo de la Libertad. 

## Estudios y trabajo
Cassinelli nació en Génova, y asistió al instituto católico Vittorino da Feltre en la misma ciudad. Luego se graduó en Derecho en la Universidad de Milán. 
 Trabaja como abogado, es habilitado para el Tribunal Supremo de Casación y ha sido miembro del Colegio de Abogados en el tribunal de Génova.
Cassinelli es asesor jurídico de algunos importantes bancos italianos y europeos, de grupos industriales y comerciales, de empresas de servicios y autoridades públicas.
Él es, y ha sido, director, auditor, comisario judicial y comisario extraordinario en varias empresas.

## Vida política
Cassinelli se unió muy joven al Partido Liberal Italiano (PLI), del que su padre, Giorgio, fue vicepresidente nacional.
Con el PLI fue elegido en el Ayuntamiento de Génova, en 1981, 1985 y 1990.
Como uno de los fundadores del movimiento político Forza Italia en Liguria, fue vicesecretario regional de 1994 a 2006, y secretario de Génova entre 2005 y 2007.
El congreso de Forza Italia lo confirmó el secretario de Génova en 2007.
En las elecciones generales de Italia en 2008 ha sido elegido en la Cámara de Diputados con el nuevo movimiento político Pueblo de la Libertad.
Es miembro de la Comisión de Justicia de la Cámara de Diputados.
Su actividad como diputado al Parlamento, principalmente se centra en la Justicia, el derecho informático y la neutralidad de la red, el trabajo autónomo.
Es uno de los fundadores de l'Intergruppo Parlamentare 2.0 (Grupo Parlamentario 2.0), cuyo objetivo es introducir los temas de la innovación tecnológica en el Parlamento italiano.
Él es el jefe del Departamento Nacional de Derecho Comercial para el Pueblo de la Libertad.